# Lijst van beschermd erfgoed in Profondeville
Onderstaande tabel geeft een overzicht van de beschermde erfgoederen in de gemeente Profondeville. Het beschermd erfgoed maakt deel uit van het cultureel erfgoed in België.
| Object                                                                    | Bouwjaar/architect | Deelgemeente | Adres                 | Coördinaten                   | Nummer?                | Afbeelding                                                                |
| ------------------------------------------------------------------------- | ------------------ | ------------ | --------------------- | ----------------------------- | ---------------------- | ------------------------------------------------------------------------- |
| Ensemble van de kapel Saint-Roch, de twee bomen en het omliggende terrein |                    | Lesve        |                       | 50° 22' 28" NB, 4° 46' 25" OL | 92101-CLT-0003-01 Info | Ensemble van de kapel Saint-Roch, de twee bomen en het omliggende terrein |
| Kerkhofkapel                                                              |                    | Lesve        |                       | 50° 22' 24" NB, 4° 46' 48" OL | 92101-CLT-0004-01 Info | Kerkhofkapel                                                              |
| Chantoir "Trou des Nutons"                                                |                    | Lesve        |                       | 50° 22' 48" NB, 4° 47' 41" OL | 92101-CLT-0007-01 Info |                                                                           |
| Kapel "au Loup" en ensemble met diens omgeving                            |                    | Lesve        | route de Saint-Gérard | 50° 22' 11" NB, 4° 46' 12" OL | 92101-CLT-0008-01 Info |                                                                           |
| Grot en heropwelling van de Vilaine                                       |                    | Arbre        |                       | 50° 22' 25" NB, 4° 49' 18" OL | 92101-CLT-0009-01 Info |                                                                           |
| Chantoir van Normont                                                      |                    | Arbre        |                       | 50° 22' 15" NB, 4° 48' 15" OL | 92101-CLT-0010-01 Info |                                                                           |
| Dubbele chantoir du Moulin                                                |                    | Lesve        |                       | 50° 22' 55" NB, 4° 46' 44" OL | 92101-CLT-0011-01 Info |                                                                           |
| Chantoir van Trou du Renard                                               |                    | Lesve        |                       | 50° 22' 48" NB, 4° 45' 53" OL | 92101-CLT-0012-01 Info |                                                                           |
| Grot van Trou d'Haquin                                                    |                    | Lustin       |                       | 50° 22' 7" NB, 4° 54' 16" OL  | 92101-CLT-0013-01 Info |                                                                           |
| Kasteel Lesve                                                             |                    | Lesve        |                       | 50° 22' 22" NB, 4° 46' 47" OL | 92101-CLT-0014-01 Info | Kasteel Lesve                                                             |
| Wegbekleding uit de 19e eeuw, jaagpad, tussen de rivier en Rouillon       |                    | Rivière      |                       | 50° 21' 12" NB, 4° 52' 33" OL | 92101-CLT-0015-01 Info |                                                                           |
| Rochers de Frêne                                                          |                    | Lustin       |                       | 50° 22' 49" NB, 4° 52' 12" OL | 92101-CLT-0016-01 Info |                                                                           |